# Ron Kovic

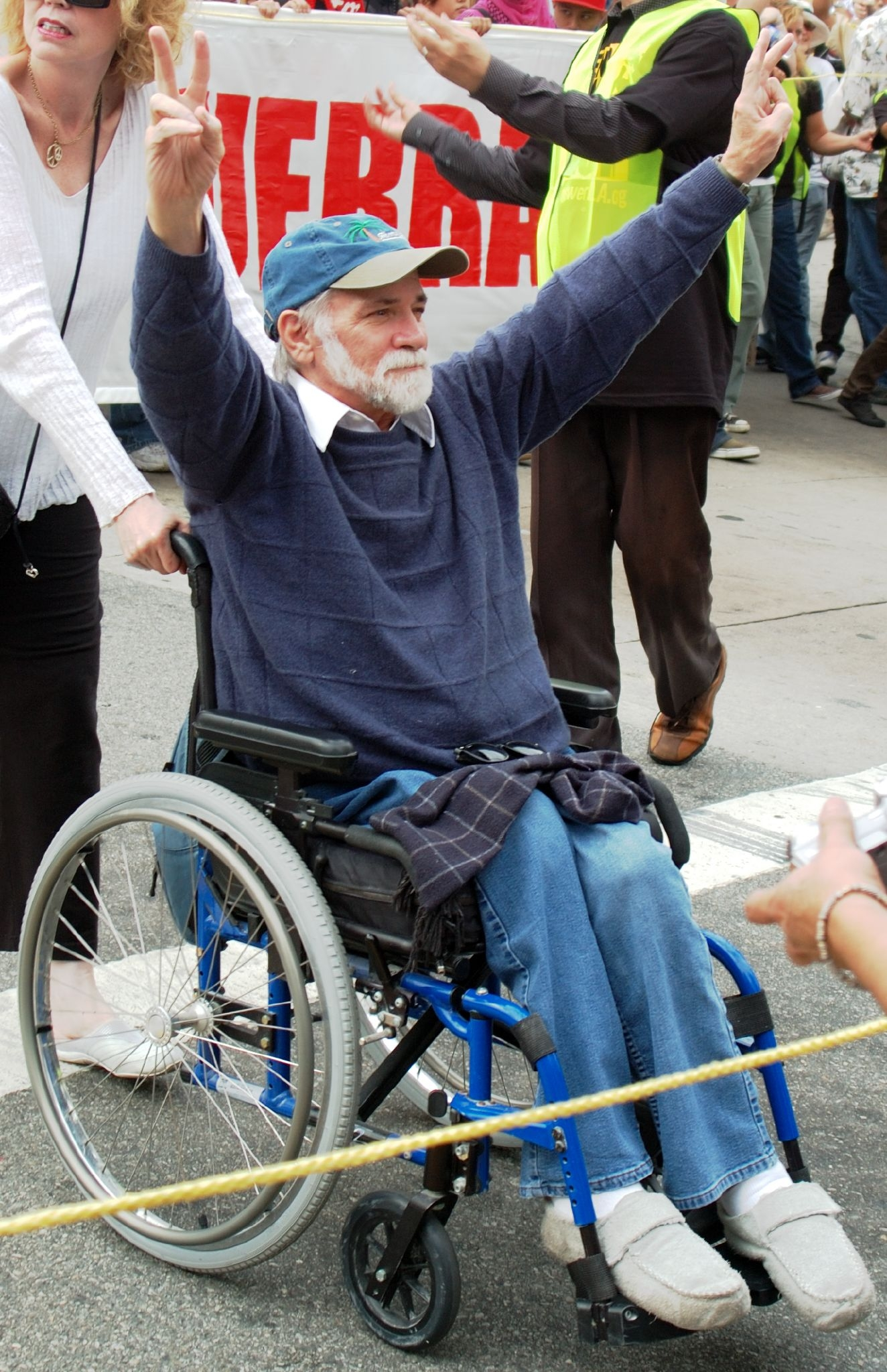
Ron Kovic (2007)

Ron Kovic (* 4. Juli 1946 in Ladysmith, Wisconsin) ist ein US-amerikanischer Friedensaktivist, ehemaliger US-Soldat und Autor.

## Biografie
Ron Kovic kämpfte im Vietnamkrieg bei den Marines. Von einem zweiten, freiwilligen Einsatz kehrte er von der Brust abwärts gelähmt nach Hause zurück. Nach einer qualvollen Rehabilitationsphase begann er sich für die Antikriegsbewegung einzusetzen und wurde zum Menschenrechtsaktivisten, weil er sich von dem Land, für das er gekämpft hatte, betrogen fühlte. Auch heute noch ist Ron Kovic aktiv an der Anti-Kriegsbewegung in den USA beteiligt.
Für seine Verdienste in Vietnam wurde Kovic unter anderem mit dem Bronze Star Medal, dem Purple Heart und der Navy Commendation Medal ausgezeichnet.
Oliver Stone, der selbst Kriegsdienst in Vietnam absolvierte, verfilmte Kovics Lebensgeschichte unter dem Titel Geboren am 4. Juli mit Tom Cruise in der Hauptrolle. Die beiden wurden hierfür unter anderem für den Oscar in der Kategorie Bestes adaptiertes Drehbuch nominiert und gewannen den Golden Globe Award.

## Filme
- 1973: Operation Last Patrol. Regie: Frank Cavestani und Catherine Leroy
- 1977: Personenbeschreibung: Ron Kovic – Warum verschwindest du nicht? Dokumentarfilm von Georg Stefan Troller, ZDF
- 1989: Geboren am 4. Juli. Regie: Oliver Stone

Interviews
- 2005: One Bright Shining Moment – Regie: Stephen Vittoria
- 2006: The U.S. vs. John Lennon – Regie: David Leaf & John Scheinfeld